# František Josef II. Silva-Tarouca
František Josef II. hrabě ze Silva‑Taroucy (německy Franz Joseph Graf von Silva-Tarouca; 13. března 1858 Čechy pod Kosířem – 4. srpna 1936 Brno) byl moravský šlechtic z původně portugalského rodu Silva-Tarouca a majitel velkostatku Čechy pod Košířem. Ovlivnil podobu tamějšího zámku a parku, projevoval velký zájem o krajinnou architekturu, zemědělství i umění.

## Původ a život
Pocházel z portugalsko‑španělského šlechtického rodu, usazeného na panství Čechy pod Kosířem od 18. století. Narodil se jako syn Augusta Alexandra ze Silva-Tarouca (1818–1872) a jeho první manželky Marie Karolíny Izabely Žofie ze Stolberg-Stolbergu (1824–1864). Byl pokřtěn jako Marie Anna František Serafínský Josef Bedřich Arnošt Vintíř Alois Antonín Paduánský Jiří Vilém Augustin. Rodina byla mecenášem a podporovatelem Josefa Mánesa. Měl dva sourozence. Jeho mladší bratr Arnošt Emanuel (1860–1936) byl ministrem zemědělství během 1. světové války a proslavil se především jako dendrolog a zakladatel Průhonického parku. Starší sestra Marie Jindřiška (Marie Henriette; 1856–1920) se stala kapitulární sestrou Novoměstského ústavu šlechtičen u sv. Andělů v Praze.
Jak bylo ve šlechtických rodinách zvykem, nejprve získal domácí vzdělání v Čechách pod Kosířem. Vyučoval ho mezi jinými tamější farář. Zkoušky skládal na hlavní a nižší reálné škole v Prostějově. Po smrti rodičů se stal jeho opatrovníkem Egbert hrabě Belcredi (1816–1894). František Josef byl poslán na pět let do jezuitského kolegia Neposkvrněného početí Panny Marie v Kalksburgu u Vídně. Maturitu složil v roce 1877 ve vídeňském Theresianu. Následně studoval právo v Innsbrucku (1877–1880), Vídni (1880–1881) a Praze. Studim však nedokončil.
V roce 1888 mu byl udělen čestný titul c. k. komořího a v roce 1911 titul tajného rady. Takto oceněný plnil reprezentativní závazky u císařského dvora. V roce  1893 se stal čestným rytířem Řádu německých rytířů. V roce 1892 byl jmenován doživotním a v roce 1907 dědičným členem Panské sněmovny rakouské Říšské rady. Byl přívržencem moravské strany konzervativního velkostatku.
Založil chov dostihových koní, kteří dosáhli úspěchů i na Velké pardubické, věnoval se správě velkostatku i tvorbě zámeckých zahrad. Mezi jeho koníčky patřily také hony, což dokazuje velké množství loveckých trofeí. Byl výtvarně nadaný.
Uspořádal rodinný archiv a knihovnu. Publikoval studie o krajinářské architektuře, estetice a historii – O parku (1894 – monografická studie, ve které rozebírá koncepci parkové tvorby, rozvrh cest i výsadbu především jehličnanů) Kronika. Pulcherito – O krásnu (1936) a Kronika. Rod Silva‑Tarouca v Rakousku (1899). Napsal také oficiálně schválené vlastivědné učebnice.
Po první světové válce postupně přejímal správu velkostatku druhorozený syn Egbert. Jeho investice a modernizace ovšem skončily špatně a na velkostatek byla v roce 1923 uvalena vnucená správa. Sekvestory se stali Karel (1893–1972) a Richard Belcredi (1891–1956), z rodiny dohlížel na správu syn František Arnošt. František Josef II. se poté s chotí přestěhoval na zámek v Tochovicích, který vlastnil Gabrielin bratr Bedřich Schwarzenberg (1862–1936). Domů na zámek Čechy pod Kosířem se vrátili až koncem roku 1927.
Zemřel dva roky po své manželce v sanatoriu v Brně na zánět slepého střeva a zápal plic po operaci. Pohřben byl 7. srpna 1936 v hrobce Silva-Tarouců v zámeckém parku v Čechách pod Kosířem. Smuteční obřad provedl jeho syn páter Karel.

## Majetek

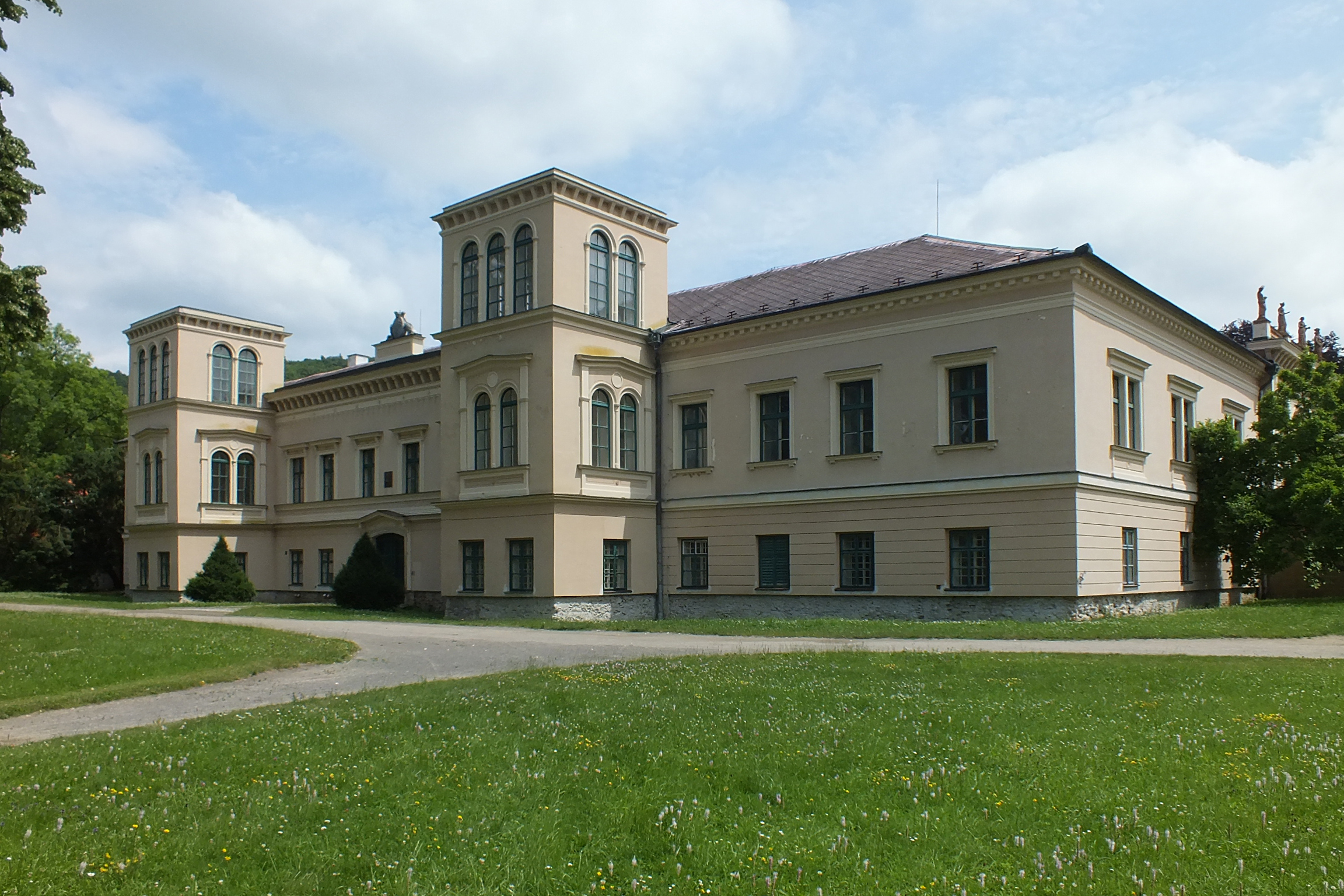
Sídlo rodu – zámek Čechy pod Kosířem

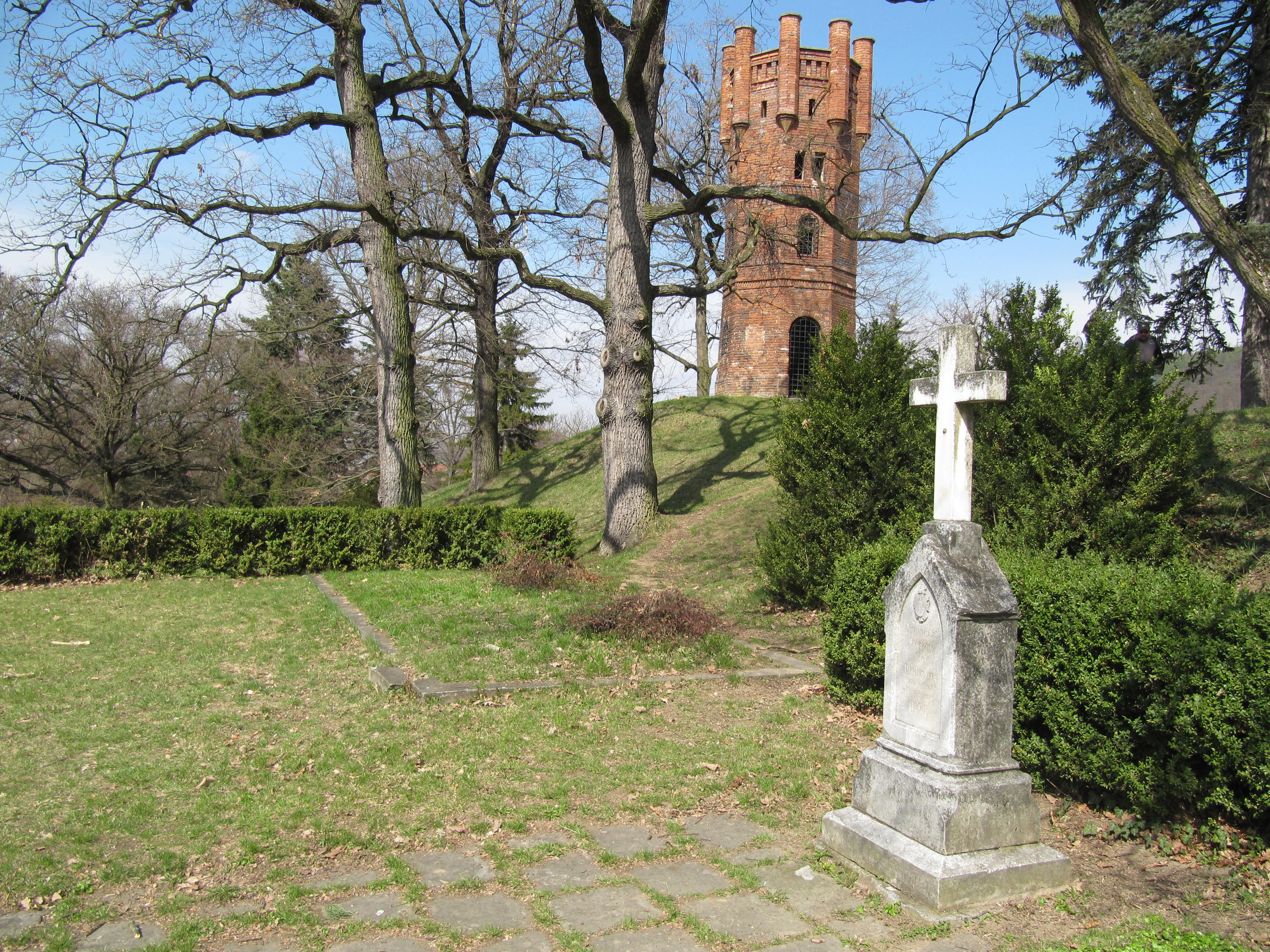
Rodinná hrobka v zámeckém parku

Po dosažení plnoletosti se František Josef II. ujal správy fideikomisního velkostatku Čechy pod Kosířem, Drahanovice a Krakovec. K nim tehdy patřilo osm hospodářských statků (Čechy, Nový Dvůr, Lhota, Drahanovice, Krakovec, Bohuslavice, Luká a Ludmírov), které dlouhodobě pronajímal. Celková plocha velkostatku činila 2 459,50 hektarů, z toho zemědělské půdy 939,70 hektarů a lesy 1 373 hektarů. V Čechách pod Kosířem a v Krakovci měl k dispozici zámecká sídla. Ve vlastní režii provozoval lesní hospodářství, pilu a cihelnu v Čechách pod Kosířem, dále pak statek Nový Dvůr, který pojmenoval na počest své manželky Gabrielov (Gabrielin dvůr) a kde založil chov koní.
Park při zámku v Čechách pod Kosířem obohatil o cizokrajné jehličnany z Ameriky a Asie, které historicky dodávaly parku novou strukturu. Sám si říkal „filosof s rýčem“. V letech 1904–1906 nechal upravit exteriér i interiéry zámku. Tehdy došlo ke snížení západních věží o patro.
V roce 1921, po záplavách, nechal přesunout ostatky příslušníků svého rodu ze zatopené krypty pod kostelem sv. Jana Křtitele na nový hřbitůvek v zámeckém parku. Záměr však nebyl úředně schválen, proto došlo k policejnímu zásahu a až v roce 1927 byly ostatky definitivně uloženy. Následkem pozemkové reformy a špatného hospodaření syna Egberta nemohla být vystavěna reprezentativní hrobka.

## Rodina
Ve Schwarzenberské kapli Arcibiskupského paláce v Praze se 23. května 1882 oženil s Gabrielou princeznou ze Schwarzenbergu (9. 10. 1856 Praha – 4. 12. 1934 Čechy pod Kosířem) z orlické sekundogenitury, dcerou Karla III. ze Schwarzenbergu (1824–1904) a jeho manželky Vilemíny z Öttingen-Öttingenu (1833–1910). Oddal je světící biskup Karel Průcha. Svatba následovala hned čtyři měsíce poté, co se seznámili v lednu 1882 na Novém Městě pražském během návštěvy u Lily ze Schaffgotsche. Gabriela byla dámou Řádu hvězdového kříže (1889) a palácovou dámou (1892). Narodilo se jim šest synů a jedna dcera. Dvě děti zemřely mladé.
- 1. Karel (Karl; 18. 3. 1883 Čechy pod Kosířem – 3. 9. 1958 Soutello u Bragy)
- 2. Marie (*/† 25. 10. 1886 Čechy pod Kosířem[26][27])
- 3. Egbert (14. 11. 1887 Čechy pod Kosířem – 1. 6. 1971 Horn)
  - ∞ (19. 7. 1919 Praha) Eleonore z Hoyos–Stichsensteinu (20. 8. 1894 Chlumec u Chabařovic – 24. 4. 1993 Horn)
- 4. Bedřich (Friedrich;  12. 11. 1888 Čechy pod Kosířem – 25. 1. 1968 Štýrský Hradec
  - ∞ (18. 8. 1920 Ercsi) Maria z Wimpffenu (14. 2. 1894 Vídeň – 29. 6. 1969 Štýrský Hradec)
- 5. František Arnošt (Franz Ernst; 18. 7. 1890 Čechy pod Kosířem – 7. 12. 1943 Čechy pod Kosířem)
- 6. Alois (Aloysius; 28. 7. 1894 Čechy pod Kosířem – 30. 7. 1917 Breaza), nadporučík c. a k. 2. hulánského pluku, padl v Bukovině během 1. světové války jako velitel 2. oddílu strojn. pušek při 6. dragounském pluku[28]
- 7. Vilém August (Wilhelm August; 28. 7. 1894 Čechy pod Kosířem – 2. 1. 1895 Čechy pod Kosířem)

Nejstarší syn Karel se zřekl práva vést majorát a v roce 1912 vstoupil do kněžského stavu. Správu majetku převzal druhý syn Egbert. Čtvrtý syn František Arnošt se stal posledním členem rodu spravujícím panství v Čechách pod Kosířem. 
Švagry Františka Josefa II. byli Karel IV. kníže ze Schwarzenbergu (1859–1913), Jan Karel hrabě Lažanský (1857–1932), František Antonín kníže z Thun-Hohensteinu (1847–1916) a Ferdinand Alfons hrabě z Trauttmansdorff-Weinsbergu (1871–1915).